# Italo dance
L'Italo dance est un genre de dance provenant d'Italie, dérivé de l'Italo disco et populaire dans les années 1990. Les artistes représentatifs du genre incluent Whigfield les disc jockeys Gigi D'Agostino, Benny Benassi et Alex Gaudino et des groupes comme Livin' Joy, Eiffel 65 et Black Box. Le genre a influencé des artistes comme le groupe allemand ItaloBrothers.

## Caractéristiques
L'Italo dance se reconnaît surtout par ses riffs joués au piano, qui s'accompagnent d'une musique dominée par les synthétiseurs. Le genre se caractérise aussi par des paroles passées au vocodeur et un refrain entraînant.

## Histoire
L'Italo dance atteint son pic de popularité dans les années 1990. Au cours de la décennie, des artistes ou groupes de dance italiens comme Alexia, Black Box, Corona, DJ Dado, Gala, Robert Miles, The Tamperer featuring Maya et Whigfield rencontrent le succès au niveau international. Ils se font connaître en dehors de l'Italie, dans des pays comme la France, l'Espagne, l'Allemagne, le Royaume-Uni et les États-Unis. Des albums tels que Best of Italo Dance Vol. 14 se classent dans les hit-parades de certains pays comme la Suède. En novembre 1994, WEA Italy lance le label IDM (Italian Dance Machine) dans le but de populariser l'Italo dance à l'échelle mondiale.
Au cours de l'année 1999, plusieurs artistes d'Italo dance dominent les classements musicaux internationaux, en particulier Eiffel 65, mais aussi Ann Lee, Gigi D'Agostino, Neja, Prezioso. Blue (Da Ba Dee), le premier single d'Eiffel 65, atteint la première place des classements musicaux de plusieurs pays, dont la France, l'Allemagne, l'Autriche, la Belgique, les Pays-Bas, l'Australie et le Canada. Aux États-Unis, le single atteint la 6e place du Billboard Hot 100 tandis que l'album Europop se classe à la 4e place du Billboard 200.